# Amata lampetis
Amata lampetis là một loài bướm đêm thuộc phân họ Arctiinae, họ Erebidae.